# Isabel Steszgal

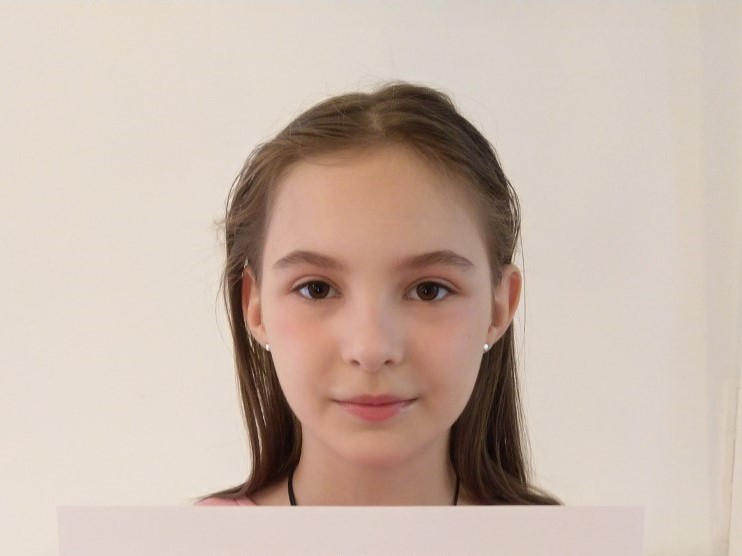
Isabel Steszgal, 2021

Isabel Olivia Steszgal (* 6. Jänner 2010 im Burgenland) ist eine österreichische Kinderdarstellerin.

## Leben
Isabel Steszgal gab ihr Filmdebüt 2018 in der ARD–ORF-Produktion Der Beste Papa der Welt an der Seite von Oliver Mommsen, Philipp Hochmair und Hilde Dalik. Die Regie führte Sascha Bigler. Darin spielte sie die Rolle des Nesthäkchens Judy Köhler. 
2019 stand sie für Spuren des Bösen – Schuld vor der Kamera, eine Thrillerreihe, in der Heino Ferch die Hauptrolle des Psychiaters und Verhörspezialisten (Kriminalpsychologen) Richard Brock spielt.
Isabel Steszgals ältere Schwester Johanna Steszgal ist ebenfalls als Schauspielerin tätig.

## Filmografie
- 2018: Der beste Papa der Welt
- 2021: Spuren des Bösen: Schuld (Fernsehreihe)